# Пеломедузови костенурки
Пеломедузовите костенурки (Pelomedusidae) са семейство влечуги от разред Костенурки (Testudines).
Включва два съвременни рода с 18 вида, разпространени в Субсахарска Африка и Йемен, и достигащи на дължина 12 до 45 сантиметра. Обитават сладководни басейни, като прекарват повечето време в тинята по дъното, хранейки се с насекоми, мекотели и червеи. Те не могат да прибират изцяло главата си в черупката и прегъват врата си, така че да я крият под нейния ръб.

## Родове
Семейство Pelomedusidae – Пеломедузови костенурки
- Pelomedusa – Африкански шлемоноси пеломедузи
- Pelusios